# Morten Andersen
Morten Andersen, kallas "The Great Dane", född 19 augusti 1960 i Köpenhamn, är en dansk före detta utövare av amerikansk fotboll som tillbringade 25 säsonger i den amerikanska proffsligan National Football League (NFL). Han spelade som kicker för New Orleans Saints, Atlanta Falcons, New York Giants, Kansas City Chiefs och Minnesota Vikings mellan 1982 och 2007. Andersen innehar rekordet för antal spelade matcher (382) och tidigare rekorden för antal poäng (2 544) och antal field goals (565). Han blev framröstad som NFL:s bästa kicker för 1980-talet och 1990-talet samt blev 2017 invald till den amerikanska fotbollens hall of fame.
I sina unga år var han gymnast, handbollsspelare och fotbollsspelare och 1977 kom han som utbytesstudent till USA och studerade vid Ben Davis High School i Indianapolis i Indiana och spelade amerikansk fotboll för skolans idrottslag. Han gjorde så stora avtryck som kicker, att han fick ett stipendium om att studera på Michigan State University och spela för deras universitetslag, Michigan State Spartans i National Collegiate Athletic Association (NCAA).